# Чуркин, Константин Александрович
Константин Александрович Чуркин (19 мая 1946 — 6 марта 2024) — советский и российский деятель образования, ректор ОмГПУ (1990—2010).
Родился в г. Котовск Одесской области. В 1965—1968 гг. служил в армии. В 1973 г. окончил исторический факультет Омского педагогического института им. Горького. В 1973—1979 гг. преподавал в школе № 38 и в Омском речном училище.
В 1979—1981 гг. ассистент кафедры истории Омского политехнического института. В 1981—1984 гг. учился в очной аспирантуре Томского государственного университета. В 1984 г. защитил кандидатскую диссертацию:
- Руководство партийных организаций Западной Сибири развитием речного транспорта в период девятой и десятой пятилеток (1971—1980 гг.): диссертация … кандидата исторических наук : 07.00.01,. — Томск, 1984. — 235 с. : ил.

В 1984—1985 гг. старший преподаватель кафедры истории Омского политехнического института. С 1985 года старший преподаватель кафедры отечественной истории Омского государственного педагогического института и одновременно в 1986—1990 гг. секретарь парткома.
В мае 1990 г. на конференции коллектива Омского государственного педагогического института избран ректором, получив абсолютное большинство голосов. Затем трижды переизбирался и пробыл в этой должности до 2010 года. Затем работал доцентом кафедры отечественной истории.